# Midleton
Midleton (forma anglicizzata) o Mainistir na Corann (in irlandese) è una cittadina nella contea di Cork, in Irlanda.
La città è situata sul fiume Owenacurra ed è una città satellite di Cork, da cui dista circa 16 chilometri.
Conosciuta per la produzione del Tullamore Dew, un Whiskey irlandese la cui produzione vi venne trasferita a partire dagli anni cinquanta, precedentemente distillato a Tullamore.

## Geografia fisica
La città di Middleton sorge in una fertile vallata racchiusa tra le colline a nord e la baia di Cork a sud.
La sua dislocazione è a metà strada tra la città di Cork e Youghal le ha fatto guadagnare il suo attuale nome, acquisito nel XVII secolo, contrazione delle parole mid town, cioè "città posta a metà".
Nei secoli passati il canale che conduceva dalla baia alla vicina città di Ballinacurra era navigabile per imbarcazioni fino a 300 tonnellate e il transito portava afflusso di persone e merci anche a Middleton. Nel corso dei secoli il corso d'acqua si è progressivamente insabbiato rendendo impossibile la navigazione ai giorni nostri.

## Storia
La città di Midleton nascque sulla scia dell'invasione normanna. Nel 1180 il generale normanno Barry Fitz Gerald stabilì un'abbazia sullo sbarramento del fiume Owenacurra e vi portò un drappello di monaci cistercensi provenienti dalla Borgogna. Il convento divenne noto come Chore Abbrey o Castrum Chor, nomi forse provenienti dal gaelico cora o da choir (coro) che fanno ancora oggi parte del nome gaelico della cittadina.
L'edificio abbaziale è stato in seguito abbattuto e nel 1825 sostituito dalla Chiesa di San Giovanni Battista appartenente alla Chiesa d'irlanda.
Nel periodo tra il 1585 e il 1602 si ha menzione della presenza di sir Walter Raleigh nella zona: alloggiato presso Youghal, si occupò della soppressione di una rivolta locale contro gli inglesi capeggiata dal siniscalco Desmond FitzGerard (questa fu conosciuta come Second Desmond Rebellion), Raleigh ne uscì vittoriosamente e ripartì le terre del contado tra i fedeli della corona britannica.
Walter Raleigh è accreditato come uno dei primi importatori e piantatori di patate in Europa.
Con un decreto reale di Carlo II datato 1670 fu permesso il mercato e la stazione della posta (in seguito divenne stazione ferroviaria della Great Southern and Western Railway).
Alan Brodrick, rappresentante della Camera dei Comuni d'Irlanda e Lord Cancelliere, fu il primo ad essere nominato Barone di Midleton nel 1715 e in seguito Visconte nel 1717.
Durante il 1921 la città fu teatro di alcuni scontri durante la Guerra d'indipendenza irlandese, 12 militanti dell'IRA furono uccisi durante gli scontri con l'esercito britannico mentre altri 4 furono catturati e, in seguito, giustiziati.

## Monumenti e luoghi d'interesse

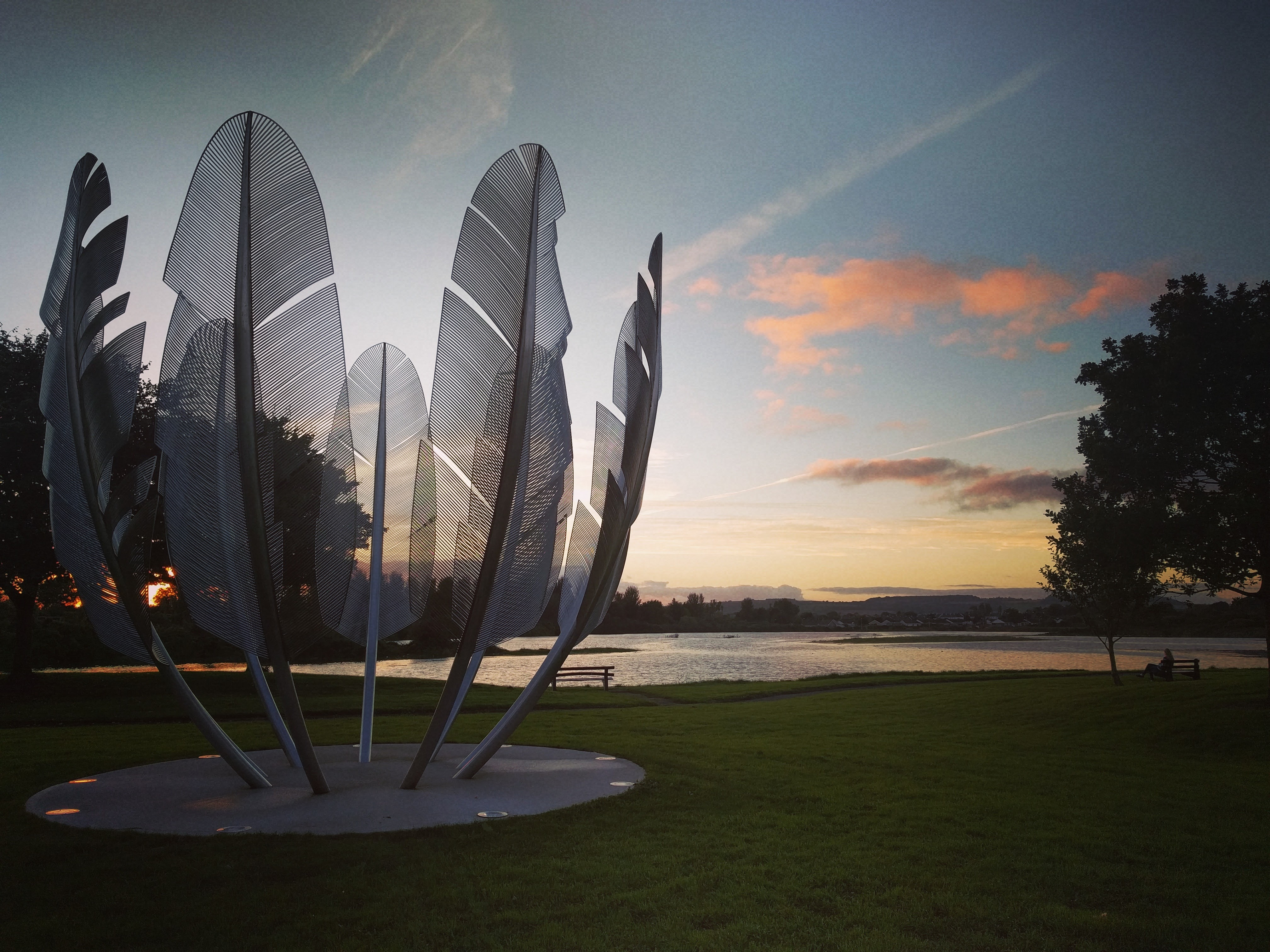
Foto della scultura di Kindred Spirits nel parco della città di Midleton

- Monumento ai caduti della Guerra d'Indipendenza
- Kindred Spirits è una scultura in acciaio raffigurante nove piume di sei metri ciascuna situata a Bailick Park, nella città di Midleton. È stata realizzata da Alex Pentek con il contributo della Facoltà di Arte e Design del Crawford College con l'intenzione di celebrare e ringraziare la tribù americana di Choctaw che nel 1847, nonostante le difficoltà dello spostamento forzato a cui il governo statunitense costrinse i nativi, il cosiddetto Sentiero delle Lacrime, contribuì a raccogliere denaro (circa 170$) da mandare in Irlanda per aiutare la popolazione colpita dalla Grande Carestia[4][5]. L'inaugurazione ufficiale è avvenuta nel 2017 alla presenza di una delegazione di Cochtaw discendente dei sopravvissuti[6].

## Società
Secondo il censimento 2016 la città di Middleton contava circa 12.496 abitanti con una popolazione in crescita impiegata principalmente in attività locali legate al territorio: indotto cittadino, manifattura, turismo e distilleria.

### Etnie e minoranze straniere
- 72% bianchi irlandesi
- 17% bianchi non irlandesi
- 4% neri
- 1% asiatici
- < 1% nomadi irlandesi
- 4% non dichiarato

### Religione
- 77% cattolici
- 9% altre religioni
- 11% atei
- 3% non dichiarato

## Sport
- Midleton GAA - Gaelic Athletic Association club
- Midleton GFC - squadra di rugby
- Midleton Aikido club - scuola di Aikido
- Midleton Taekwondo club - scuola di Taekwondo
- Midleton FC - squadra di calcio